# Punasierragors
De punasierragors (Phrygilus punensis) is een zangvogel uit de familie Thraupidae (tangaren).

## Verspreiding en leefgebied
Deze soort telt 2 ondersoorten:
- P. p. chloronotus: noordelijk en centraal Peru.
- P. p. punensis: zuidelijk Peru en westelijk Bolivia.